# هنري بيرتيني
هنري بيرتيني (بالفرنسية: Henri Bertini)‏ (28 أكتوبر 1798 في لندن - 30 سبتمبر 1876 في ميلان بالقرب من مدينة غرونوبل). كان عازف بيانو وملحن فرنسي.

## حياته
ولد هنري بيرتيني في لندن عام 1798 لأبوين فرنسيين، بعد ولادته بستة أشهر رجعت عائلته مرة أخرى إلى باريس، كان أول درس أخذه هنري في الموسيقى من والده وشقيقه، قام بحفلات من خلال جولات مكثفة لكل من بريطانيا بلجيكا، وألمانيا وهولندا وهو في سن الثانية عشر.

## أعماله
قام هنري بتلحين حوالي 500 قطعة موسيقية

## روابط خارجية
- هنري بيرتيني على موقع ميوزك برينز (الإنجليزية)